# 쿼트론
쿼트론(Quattron)은 샤프 일렉트로닉스가 생산한 LCD 컬러 디스플레이 기술의 브랜드 이름이다. 이 기술은 표준 RGB (빨강, 녹색, 파랑) 색상 하위 화소 외에도 노랑색 네 번째 색상 하위 화소(RGBY)를 사용하는데, 샤프는 이것이 표시 가능한 색상 범위를 증가시킨다고 주장하며, 뇌가 색상 정보를 처리하는 방식과 더 밀접하게 모방할 수 있다고 한다. 이 화면은 다원색 디스플레이의 한 형태로, 샤프 버전과 병행하여 다른 형태들도 개발되었다.
이 기술은 샤프의 아쿠오스 LCD TV 제품군, 특히 40인치 이상의 화면을 가진 모델에 사용된다. 처음에는 "하위 픽셀 색상 기술"로 소개되었고, 나중에 샤프 말레이시아의 린다 림에 의해 쿼트론 기술로 명명되었다. 이 기술은 제품군과는 별개로, 데뷔 광고에서 조지 타케이를 대변인으로 내세워 그의 캐치프레이즈 "Oh My"를 사용하는 것으로 광고되었다. 또 다른 광고에서는 타케이가 2010년 영화인 슈퍼배드의 미니언들과 함께 3D 모델을 광고했다. 말레이시아에서는 당시 4G 기술 트렌드에 대한 관심을 모방하여 "4C가 왔다, 3C는 끝났다"라는 유명한 슬로건이 사용되었지만, 실제로는 고급 색상 기술을 의미했다. 후기 버전은 쿼트론 프로로 알려져 있으며, HDTV 제품군에 더 세분화된 픽셀이 적용되었다.

## 평가

### 분석
영상 보정 장비 제조사인 디스플레이메이트 테크놀로지스의 레이먼드 소네이라 사장의 분석에 따르면, 콘텐츠 제공업체에서 사용하는 산업 표준 색 공간에는 네 번째 색 채널을 포함하는 기존 소스 자료가 없다. 따라서 그는 표시되는 "추가" 색상은 비디오 처리를 통해 텔레비전 자체에서 생성되어야 하며, 그 결과 과장되고 덜 정확한 색상이 나타난다고 결론 내린다.

일반적인 쿼트론 디스플레이의 스펙트럼 응답. 흰색 응답은 각각의 색상 선으로 주어진 네 가지 기본 색상과 비교되었다. 디스플레이에서 생성된 노란색 빛은 단순히 빨간색 픽셀과 녹색 픽셀을 통과하는 빛의 합계로 나타난다.

런던 퀸 메리 대학교의 색상 연구원들은 쿼트론 기술을 조사한 결과, 쿼트론에 네 개의 물리적 색상 하위 픽셀이 있지만, 이를 구동할 백라이트에 네 번째 기본 색상(노란색은 약 575 nm)이 없다는 것을 발견했다. 즉, 쿼트론에는 빛을 통과시키는 노란색 하위 픽셀이 있지만, 제조사는 이를 통과하는 데 필요한 노란색 빛을 생성하는 어떠한 조치도 취하지 않았다. (노란색 하위 픽셀은 단지 더 많은 빨간색과 녹색 빛을 통과시킬 뿐이다.) 이를 바탕으로 그들은 유용한 기능이 없다고 결론 내린다.

## 같이 보기
- 색 깊이
- 색역
- 대립 과정 이론, 고전적인 RGB 색상 모델 외에 노란색을 원색으로 간주하는 색 이론[3]
- 펜타일 매트릭스 (교대되는 RG/BG, RG/BW 등을 통한 RGB 재현)
- RGBE 필터 – "에메랄드"를 네 번째 색으로 사용하는 베이어 필터
- 헥사크롬, 여섯 가지 색상으로 인쇄하는 시스템
- 사색형 색각, 삼색형 색각과 다른 생물학적 시스템으로 일부 사람에게서 발견될 수 있음
- 삼색형 색각, 인간 시각의 RGB 모델에 대한 과학적 설명